# Taiwanoliprus
Taiwanoliprus là một chi bọ cánh cứng trong họ Chrysomelidae.
Chi này được miêu tả khoa học năm 2006 bởi Komiya.

## Các loài
Các loài trong chi này gồm:
- Taiwanoliprus endonis Komiya, 2006
- Taiwanoliprus wenroni Komiya, 2006